# Oceânides
As oceânides (em grego:  Ωκεανιδες), na mitologia grega e na mitologia romana, são as filhas de Oceano e Tétis.
Ninfas coroadas de flores, elas acompanham, durante os cortejos, a concha de Tétis, sua mãe. As oceânides são as ninfas dos fundos inacessíveis do mar e do Oceano, seu pai. 
Algumas, nas lendas, distinguiram-se, tais como Clímene, esposa do titã Jápeto, e Dione, amante de Zeus. Na obra Teogonia, Hesíodo descreve as 40 ninfas de "áureos tornozelos". Dentre as oceânides, estas citadas por Hesíodo seriam divindades menores associadas aos fenômenos marítimos:
- 1- Admete ou Admeta, a Virgínea;
- 2- Acaste ou Acasta, a Instánel ou a Irregular;
- 3- Anfiro, a Circunflui;
- 4- Dione, a Divina ou a Celestial, foi desposada por Zeus e dessa união concebeu Afrodite, deusa do amor e protetora dos amantes;
- 5- Dóris, a Dadivosa, foi desposada por Nereu e concebeu as 50 Nereidas e Nérites;
- 6- Idia ou Eidia, a Visão;
- 7- Electra, a Ambarina;
- 8- Eurínome, a Amplo Pasto, foi desposada por Zeus e concebeu as Graças;
- 9- Galaxaura, a Calmaria;
- 10- Hippo, a Equina;
- 11- Ianeira ou Janira;
- 12- Ianthe ou Ianta, a Violeta;
- 13- Calírroe, a Belaflui;
- 14- Calipso, a Ocultadora;
- 15- Criseis, a Áurea;
- 16- Cerceis, a Tecelã;
- 17- Clímene foi desposada pelo titã Jápeto e concebeu Epimeteu, Prometeu, Atlas, Menoécio e Héspero;
- 18- Clítia;
- 19- Menestho, a Resistência;
- 20- Melobosis, a Pecuária;
- 21- Métis, a Astúcia, foi engolida por Zeus que, posteriormente, da sua cabeça, concebeu a deusa Atena;
- 22- Ocírroe, a Velozflui;
- 23- Ourânia, a Celeste;
- 24- Pasíthoe, a Persuasiva;
- 25- Peitho, a Persuasão;
- 26- Petraia;
- 27- Plexaura, os Vagalhões dos Ventos;
- 28- Pluto, a Riqueza;
- 29- Polidora, a de Muitos Dons;
- 30- Primno, a Popa;
- 31- Ródea, a Rósea;
- 32- Estige, a Odiosa, foi desposada por Palas e concebeu quatro filhos: Nice (a vitória), Bia (a violência), Cratos (o poder) e Zelo;
- 33- Telesto, a Concludente;
- 34- Toa ou Thoe, a Veloz;
- 35- Tique, o Acaso;
- 36- Xanta ou Xanthe, a Loira;
- 37- Zeuxo, a Núpcia;
- 38- Europa;
- 39- Ásia;
- 40- Eudora, a Doadora;
- 41- Perseida ou Perseis;
- 42- Leuce, a Branca;
- 43- Filira.